# 환원 불능의 경우
대수학에서, 환원 불능의 경우(라틴어: casus irreducibilis 카수스 이레두키빌리스[*])는 서로 다른 세 실근을 갖는 유리수 계수 3차 기약 다항식의 실근을 거듭제곱근을 사용하여 나타낼 때, 실수이지 않은 복소수에 거듭제곱근을 씌우는 것을 피할 수 없는 현상이다.

## 정의

### 유리수체
유리수 계수 다항식
{\displaystyle f\in \mathbb {Q} [x]}
가 다음 세 조건을 만족시킨다고 하자.
- 기약 다항식이다. 즉, 더 낮은 차수의 유리수 계수 다항식들의 곱으로 나타낼 수 없다.
- 모든 근이 실수이다.
- 하나 이상의 근을 실수 및 거듭제곱근 및 사칙 연산만을 사용하여 나타낼 수 있다.

그렇다면, {\displaystyle f}의 모든 근은 작도 가능한 수이다.:633 즉, 유리수 및 제곱근 및 사칙 연산만으로 나타낼 수 있다. 특히, 다음이 성립한다.
- {\displaystyle f}의 모든 근은 실수 및 사칙 연산 및 거듭제곱근만을 사용하여 나타낼 수 있다.
- {\displaystyle f}의 분해체의 갈루아 군 {\displaystyle \operatorname {Gal} (f)}는 2-군이다. 즉, {\displaystyle f}의 분해체의 차수는 2의 거듭제곱이다.
- {\displaystyle f}의 차수는 2의 거듭제곱이다.

예를 들어, 만약 유리수 계수 3차 기약 다항식 {\displaystyle f\in \mathbb {Q} [x]}가 서로 다른 세 실근을 갖는다면 (즉, 판별식이 양의 유리수라면), 어떤 실근도 실수의 거듭제곱근만을 사용하여 나타낼 수 없다. 즉, 반드시 실수이지 않은 복소수의 거듭제곱근을 사용하여야 한다. 이를 환원 불능의 경우라고 한다.

### 형식적 실체
다음이 주어졌다고 하자.
- 형식적 실체 {\displaystyle Q}. 그 실폐포를 {\displaystyle Q^{\operatorname {re} }}로 쓰자.
- 다항식 {\displaystyle f\in Q[x]}. 또한, 이는 다음을 만족시킨다.
  - 기약 다항식이다. 즉, 더 낮은 차수의 {\displaystyle Q} 계수 다항식들의 곱으로 나타낼 수 없다.
  - 모든 근이 {\displaystyle Q^{\operatorname {re} }}의 원소이다.
  - 하나 이상의 근을 {\displaystyle Q^{\operatorname {re} }}의 원소 및 거듭제곱근 및 사칙 연산만을 사용하여 나타낼 수 있다.

그렇다면, {\displaystyle f}의 모든 근은 작도 가능한 원소이다.:633 즉, {\displaystyle Q}의 원소 및 제곱근 및 사칙 연산만을 사용하여 나타낼 수 있다. 특히, 다음이 성립한다.
- {\displaystyle f}의 모든 근은 {\displaystyle Q^{\operatorname {re} }}의 원소 및 거듭제곱근 및 사칙 연산만을 사용하여 나타낼 수 있다.
- {\displaystyle f}의 분해체의 갈루아 군 {\displaystyle \operatorname {Gal} (f)}는 2-군이다. 즉, {\displaystyle f}의 분해체의 차수는 2의 거듭제곱이다.
- {\displaystyle f}의 차수는 2의 거듭제곱이다.

특히, 유리수체 {\displaystyle \mathbb {Q} }는 형식적 실체이며, 그 실폐포 {\displaystyle \mathbb {Q} ^{\operatorname {re} }={\bar {\mathbb {Q} }}\cap \mathbb {R} }는 대수적 수인 실수의 체이다.

## 참고 문헌
1. 1 2  Dummit, David S.; Foote, Richard M. (2004). 《Abstract algebra》 (영어) 3판. Chichester: Wiley. ISBN 0-471-43334-9. MR 2286236. Zbl 1037.00003.